# Rodrigo de Herrera
Rodrigo de Herrera y Ribera, (Medina del Campo, 1578 - Madrid, 1641) dramaturgo español del Siglo de Oro de la escuela dramática de Lope de Vega, que no debe confundirse con el autor portugués del mismo nombre.

## Biografía
Nació en Medina del Campo, aunque Cayetano Alberto de la Barrera lo daba por nacido en Madrid, y era hijo natural del marqués de Auñón, Melchor de Herrera, y de doña Inés Ponce de León, dama ilustre; su padre lo reconoció, pero como no podía darle el mayorazgo le otorgó otro que fundó ex profeso para él. Fue alumno de los jesuitas en el Colegio Imperial de Madrid y en Salamanca hasta 1578; fue caballerizo de la duquesa de Nájera, Inés María de Arellano. Se casó dos veces, la primera con doña Polonia Angulo y la segunda con doña María Lobo. Sus contemporáneos lo tenían por hombre muy instruido y culto, caballeroso y virtuoso. Participó en muchos certámenes poéticos. Recibió los elogios de El laurel de Apolo de Lope de Vega, de Cervantes en el Viaje del Parnaso y de Juan Pérez de Montalbán en la "Memoria de los que escriben en Castilla" de su Para todos (1632). Combina elementos simbólicos y cortesanos de una manera que anticipa ya a Calderón. 
Caballero de Santiago, compuso comedias históricas como El voto de Santiago y batalla de Clavijo (1670), El primer templo de España (del que se conserva manuscrito autógrafo), La fe no ha menester armas y venida del inglés a Cádiz (publicada suelta) y una comedia famosa titulada Del cielo viene el buen rey (1657), ambientada en tiempos del rey Federico de Sicilia, que es también el protagonista y ejemplo del castigo y corrección de la soberbia. Hizo una comedia burlesca, Castigar por defender (1662; parodia su propia comedia del mismo título impresa en 1652, aunque parece que la escribió en 1633). Otra pieza suya es San Segundo, obispo de Ávila, publicada suelta.